# Kasımbağı, Erciş
Kasımbağı là một xã thuộc thành phố Erciş, tỉnh Van, Thổ Nhĩ Kỳ. Dân số thời điểm năm 2011 là 365 người.